# Шкампа, Милан
Милан Шкампа (чеш. Milan Škampa; 4 июня 1928, Прага — 14 апреля 2018) — чешский альтист и педагог.

## Биография
Окончил Пражскую консерваторию, в 1945—1955 гг. был солистом Симфонического оркестра Пражского радио. С 1956 г. играл на альте в Квартете имени Сметаны (вплоть до его роспуска в 1989 г.). С 1967 г. преподавал альт и камерный ансамбль в пражской Академии музыки и театра, с 1975 — доцент. С 1990 г. преподавал в Музыкальной школе Фьезоле, один из основателей учреждённой в рамках этого учебного заведения Европейской Академии квартета.